# Bringing Down the Horse
Bringing Down the Horse — второй студийный альбом американской рок-группы The Wallflowers, изданный в мае 1996 года на лейбле Interscope Records.

## Об альбоме
В 1997 году Bringing Down the Horse стал 4×платиновым и дважды обладателем «Грэмми». Альбом включает такие популярные синглы, как «6th Avenue Heartache» и «One Headlight», занявшие 8 и 1 место в чарте Modern Rock Tracks соответственно. Во время его записи состав группы претерпел существенные изменение: её покинули гитарист Тоби Миллер и ударник Питер Яновиц, которые были заменены Майклом Уордом и Марио Калиром соответственно.

## Список композиций
Слова и музыка всех песен — Джейкоба Дилана.
| №   | Название                      | Длительность |
| --- | ----------------------------- | ------------ |
| 1.  | «One Headligh»                | 5:13         |
| 2.  | «6th Avenue Heartache»        | 5:37         |
| 3.  | «Bleeders»                    | 3:41         |
| 4.  | «Three Marlenas»              | 4:59         |
| 5.  | «The Difference»              | 3:50         |
| 6.  | «Invisible City»              | 4:48         |
| 7.  | «Laughing Out Loud»           | 3:39         |
| 8.  | «Josephine»                   | 5:09         |
| 9.  | «God Don't Make Lonely Girls» | 4:49         |
| 10. | «Angel on My Bike»            | 4:22         |
| 11. | «I Wish I Felt Nothing»       | 5:04         |

Японская версия
| №   | Название                          | Длительность |
| --- | --------------------------------- | ------------ |
| 12. | «Used to Be Lucky»                |              |
| 13. | «6th Avenue Heartache» (Acoustic) |              |
| 14. | «Angel on My Bike» (Acoustic)     |              |

## Участники записи
- Джейкоб Дилан — вокал, ритм-гитара
- Марио Калир — ударные
- Рами Джаффе — орган Хаммонда, клавишные, фортепиано, бэк-вокал
- Грег Ричлинг — бас-гитара
- Майкл Уорд — соло-гитара